# Eupelops occultus
Eupelops occultus is een mijtensoort uit de familie van de Phenopelopidae. De wetenschappelijke naam van de soort is voor het eerst geldig gepubliceerd in 1835 door C.L. Koch.